# 진도 쌍계사 상록수림
진도 쌍계사 상록수림(珍島 雙溪寺 常綠樹林)은 대한민국 전라남도 진도군 의신면 사천리, 쌍계사에 있는 상록수림이다. 1962년 12월 7일 대한민국의 천연기념물 제107호로 지정되었다.
원래 명칭은 '진도 의신면의 상록수림'이었으나, 2008년 4월 현재의 명칭으로 변경되었다.

## 개요
진도 쌍계사 상록수림은 진도읍에서 약 8㎞ 떨어진 첨찰산 산기슭에 자리잡은 쌍계사(雙溪寺)옆에 위치하고 있다.
상록수림을 구성하고 있는 식물로는 동백나무와 후박나무, 참가시나무, 감탕나무, 졸참나무, 느릅나무, 말오줌때, 쥐똥나무 등과 지역특산식물인 삼색싸리와 돌팥이라 불리는 돌동부 등을 비롯한 여러 종류의 식물들이 있다.
진도 쌍계사의 상록수림은 우리나라의 대표적인 상록수림들 중의 하나로서 자연 그대로의 상태를 잘 유지하고 있으므로 학술적 가치가 높아 천연기념물로 지정·보호하고 있다.

## 갱도

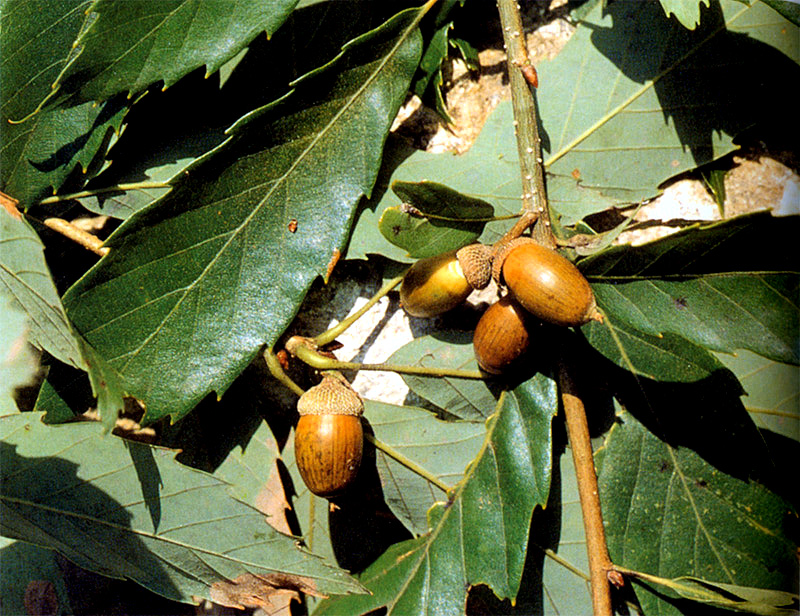
Quercus serrata
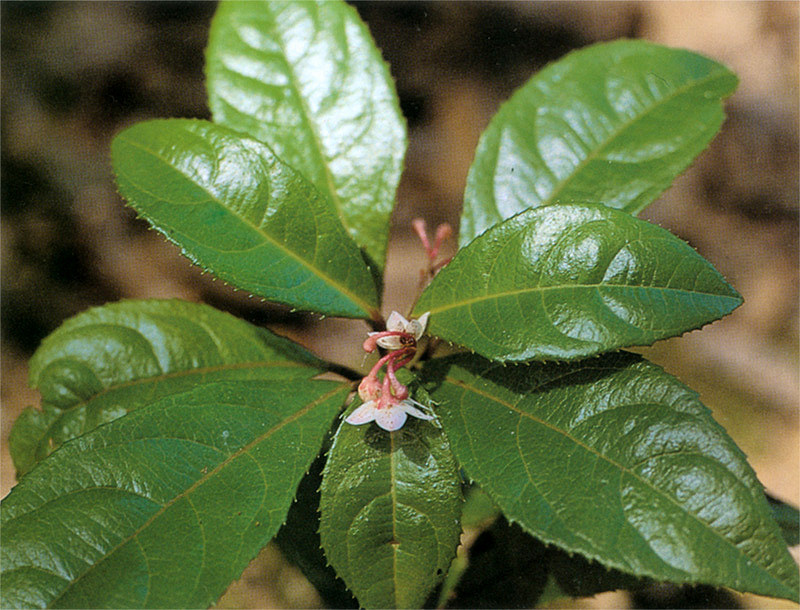
Ardisia japonica
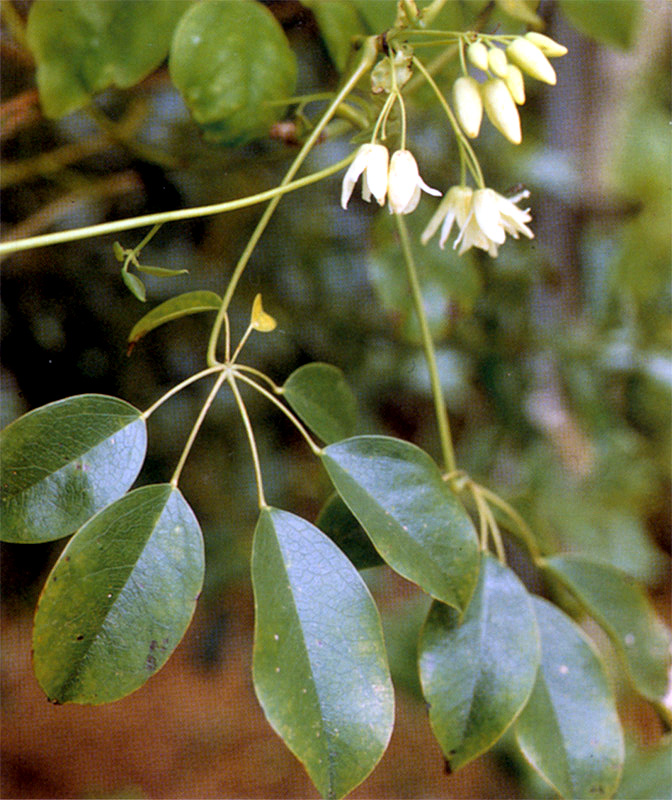
Stauntonia hexaphylla

## 같이 보기
- 진도 쌍계사

## 참고 자료
- 진도 쌍계사 상록수림 - 국가유산청 국가유산포털